# Никола Дупков
Никола Димитров (Мицов) Дупков е български просветен деец и революционер, член на Вътрешната македоно-одринска революционна организация.

## Биография
Роден е в южномакедонския град Кукуш, тогава в Османската империя, днес Килкис, Гърция. Към 1894 година учи в Самоковското духовно училище с половин стипендия от българската държава.
По професия Никола Дупков е учител. Работи в кукушкото село Морарци. В началото на 1901 година като член на ВМОРО е арестуван по време на Солунската афера и е заточен в Подрум кале. През пролетта на 1903 година е амнистиран.